# Княбаш
Княбаш (тат. Кенәбаш) — село в Балтасинском районе Республики Татарстан. Входит в состав Карадуванского сельского поселения.

## География
Деревня расположена на севере Татарстана, в юго-западной части Балтасинского района, в северо-западной части сельского поселения, на берегах реки Хотня, в 15 км к западу от районного центра (посёлка городского типа Балтаси). 
Абсолютная высота — 137 метров над уровнем моря. 
Ближайшие населённые пункты — Нижняя Кня, Верхняя Кня, Тау Зары, Хасаншаих.

## История
Деревня начинает упоминаться с 1678 года. Согласно официальным источникам периода, предшествующего 20-м годам XX века, деревня подразделялась на 2 населённых пункта — Старый Княбаш и Новый Княбаш. В период с XVIII по 1-ю половину XIX века население относилось к категории государственных крестьян. Основные занятия жителей в этот период — земледелие и скотоводство.
В «Списке населённых мест Российской империи», изданном в 1866 году по сведениям 1859 года, населённый пункт упомянут как казённые деревня и починок Княбаш 2-го стана Казанского уезда Казанской губернии. Располагались при речке Баклаушке, по левую сторону Сибирского почтового тракта, в 90 верстах от уездного и губернского города Казани и в 30 верстах от становой квартиры в городе Арске. В селениях в 55 дворах проживали 507 человек (233 мужчины и 274 женщины), была мечеть.
В начале XX века в селе действовали мечеть, медресе, 2 водяные мельницы, мелочная лавка. В этот период земельный надел сельской общины составлял 809,1 десятины.
Административная принадлежность деревни в разные годы:
| Период    | Административная единица                                 |
| --------- | -------------------------------------------------------- |
| до 1920   | Балтасинская волость Казанского уезда Казанской губернии |
| 1920-1930 | Арский кантон Татарской АССР                             |
| 1930-1932 | Тюнтерский район Татарской АССР                          |
| 1932-1963 | Балтасинский район Татарской АССР                        |
| 1963-1965 | Арский район Татарской АССР                              |
| 1965-1991 | Балтасинский район Татарской АССР                        |
| 1991-н.в. | Балтасинский район Республики Татарстан                  |

В 1930 году в селе был организован первый колхоз, с 1995 года сельскохозяйственный кооператив, с 2004 года сельскохозяйственный производственный кооператив «Игенче».

## Население
| 1782 | 1859 | 1897 | 1908 | 1920 | 1926 | 1938 | 1949 | 1958 | 1970 | 1979 | 1989 | 2002 | 2010 | 2015 |
| ---- | ---- | ---- | ---- | ---- | ---- | ---- | ---- | ---- | ---- | ---- | ---- | ---- | ---- | ---- |
| 30   | 507  | 677  | 750  | 776  | 864  | 581  | 531  | 525, | 539  | 535  | 323  | 329  | 344  | 335  |

Национальный состав села — татары.

## Экономика
Жители работают преимущественно в сельскохозяйственном производственном кооперативе «Игенче», занимаются полеводством, молочным скотоводством.

## Инфраструктура
В селе действуют начальная школа (с 1920 г.) – детский сад (1994 г.), библиотека (с 1930 г. как изба-читальня), сельский клуб и фельдшерско-акушерский пункт.
Общая площадь жилого фонда деревни — 5,29 тыс. м².
Уличная сеть Княбаша состоит из 5 улиц.

## Религия
Мечеть (1994 г.).